# Finales NBA 2012
Navigation
Finales 2011 Finales 2013
Les finales NBA 2012 sont la dernière série de matchs de la saison 2011-2012 de la NBA et la conclusion des séries éliminatoires (playoffs) de la saison. Le champion de la conférence Est, le Heat de Miami rencontre le champion de la conférence Ouest le Thunder d'Oklahoma City. Le Thunder a l'avantage du terrain lors de la finale, car ils ont un meilleur bilan en saison régulière.
Le premier match des finales a été joué le 12 juin, soit cinq jours plus tard qu'initialement prévu. Ce retard étant dû au lock-out qui a repoussé le début de la saison à la fin du mois de décembre et a raccourci la saison régulière à 66 matches.
Il s'agit de la première fois que le Thunder d'Oklahoma City apparaît dans les Finales NBA depuis la relocalisation de la franchise de Seattle en 2008, et leur première apparition en finales depuis la finale perdue des SuperSonics de Seattle en 1996. C'est la troisième finale du Heat de Miami depuis 2006 (victoire en 2006 et défaite en 2011 à chaque fois face aux Mavericks de Dallas). Les deux équipes ont gagné chacune une fois le titre de champion NBA : en 1979 pour Oklahoma sous l'appellation SuperSonics de Seattle et 2006 pour Miami.

## Lieux des compétitions
les deux salles pour le tournoi ces finales sont : l'American Airlines Arena de Miami et l'Chesapeake Energy Arena d'Oklahoma City.
| Oklahoma City           | \| Oklahoma City Miami \| | Miami                    |
| Chesapeake Energy Arena | \| Oklahoma City Miami \| | American Airlines Arena, |
| Capacité: 18 203        | \| Oklahoma City Miami \| | Capacité: 19 600         |
| Chesapeake Energy Arena | \| Oklahoma City Miami \| | American Airlines Arena  |
| Oklahoma City Miami     |                           |                          |

## Avant les finales

### Heat de Miami
C'est la seconde année consécutive que le Heat participe aux finales NBA après leur défaite face aux Mavericks de Dallas en 2011. Leur autre apparition en finale date de 2006 quand ils battirent les Mavericks pour gagner leur unique titre NBA.
Lors de la saison régulière le Heat de Miami a terminé la saison champion de la division Sud-Est et second (derrière les Bulls de Chicago) de la conférence Est avec un bilan de 46 victoires pour 20 défaites.
Au cours des playoffs ils ont successivement éliminés les Knicks de New York (4-1), les Pacers de l'Indiana et les Celtics de Boston (4-3, après avoir été menés 2-3 et match à Boston à suivre).

### Thunder d'Oklahoma City
C'est la première fois que le Thunder participe aux finales depuis la relocalisation de la franchise en 2008 depuis Seattle. En comptant les saisons où la franchise s'appelait les SuperSonics de Seattle, c'est leur quatrième apparition en finales et la première depuis la défaite en 1996 face aux Bulls de Chicago de Michael Jordan. La franchise a obtenu son seul titre en 1979 après avoir perdu les finales 1978 face aux Bullets de Washington.
Lors de la saison régulière le Thunder d'Oklahoma City a terminé la saison champion de la division Nord-Ouest et second (derrière les Spurs de San Antonio) de la conférence Ouest avec un bilan de 47 victoires pour 19 défaites.
Au cours des playoffs ils ont successivement éliminé les trois derniers champions NBA provenant de la conférence Ouest. Tout d'abord le tenant du titre les Mavericks de Dallas sur le score sec de quatre victoires à zéro, puis le champion NBA 2010 les Lakers de Los Angeles (4-1) et enfin le champion 2007 et numéro un de la conférence Ouest 2011-2012 les Spurs de San Antonio (4-2).

### Parcours comparés vers les finales NBA
| Conférence Ouest | Conférence Ouest               | Conférence Ouest | Conférence Ouest | Conférence Ouest | Conférence Ouest |  |
| No               | Franchise                      | V                | D                | PCT              | GB               |  |
| ---------------- | ------------------------------ | ---------------- | ---------------- | ---------------- | ---------------- |  |
| 1                | Spurs de San Antonio           | 50               | 16               | 75,8 %           | -                |  |
| 2                | Thunder d'Oklahoma City        | 47               | 19               | 71,2 %           | 03.0             |  |
| 3                | Lakers de Los Angeles (a)      | 41               | 25               | 63,1 %           | 09.0             |  |
| 4                | Grizzlies de Memphis (a)       | 41               | 25               | 63,1 %           | 09.0             |  |
| 5                | Clippers de Los Angeles        | 40               | 26               | 60,6 %           | 10.0             |  |
| 6                | Nuggets de Denver              | 38               | 28               | 57,6 %           | 12.0             |  |
| 7                | Mavericks de Dallas (b)        | 36               | 30               | 54,5 %           | 14.0             |  |
| 8                | Jazz de l'Utah (b)             | 36               | 30               | 54,5 %           | 14.0             |  |
|                  |                                |                  |                  |                  |                  |  |
| 9                | Rockets de Houston             | 34               | 32               | 51,5 %           | 16.0             |  |
| 10               | Suns de Phoenix                | 33               | 33               | 50,0 %           | 17.0             |  |
| 11               | Trail Blazers de Portland      | 28               | 38               | 42,4 %           | 22.0             |  |
| 12               | Timberwolves du Minnesota      | 26               | 40               | 39,4 %           | 24.0             |  |
| 13               | Warriors de Golden State       | 23               | 43               | 34,8 %           | 27.0             |  |
| 14               | Kings de Sacramento            | 22               | 44               | 33,3 %           | 28.0             |  |
| 15               | Hornets de la Nouvelle-Orléans | 21               | 45               | 31,8 %           | 29.0             |  |

| Conférence Est | Conférence Est         | Conférence Est | Conférence Est | Conférence Est | Conférence Est |  |
| No             | Franchise              | V              | D              | PCT            | GB             |  |
| -------------- | ---------------------- | -------------- | -------------- | -------------- | -------------- |  |
| 1              | Bulls de Chicago       | 50             | 16             | 75,8 %         | -              |  |
| 2              | Heat de Miami          | 46             | 20             | 69,7 %         | 04.0           |  |
| 3              | Pacers de l'Indiana    | 42             | 24             | 63,6 %         | 08.0           |  |
| 4              | Celtics de Boston (a)  | 39             | 27             | 59,1 %         | 11.0           |  |
| 5              | Hawks d'Atlanta (a)    | 40             | 26             | 60,6 %         | 10.0           |  |
| 6              | Magic d'Orlando        | 37             | 29             | 56,1 %         | 13.0           |  |
| 7              | Knicks de New York     | 36             | 30             | 54,5 %         | 14.0           |  |
| 8              | 76ers de Philadelphie  | 35             | 31             | 53,0 %         | 15.0           |  |
|                |                        |                |                |                |                |  |
| 9              | Bucks de Milwaukee     | 31             | 35             | 47,0 %         | 19.0           |  |
| 10             | Pistons de Détroit     | 25             | 41             | 37,9 %         | 25.0           |  |
| 11             | Raptors de Toronto     | 23             | 43             | 34,8 %         | 27.0           |  |
| 12             | Nets du New Jersey     | 22             | 44             | 33,3 %         | 28.0           |  |
| 13             | Cavaliers de Cleveland | 21             | 45             | 31,8 %         | 29.0           |  |
| 14             | Wizards de Washington  | 20             | 46             | 29,2 %         | 30.0           |  |
| 15             | Bobcats de Charlotte   | 7              | 59             | 10,6 %         | 43.0           |  |

## Les Finales
Toutes les heures sont en Eastern Daylight Time (UTC−4)

### Match 1
| 12 juin 2012 21.00 EDT | Rapport | Heat de Miami 94, Thunder d'Oklahoma City 105      | Heat de Miami 94, Thunder d'Oklahoma City 105 | Heat de Miami 94, Thunder d'Oklahoma City 105         |  | Chesapeake Energy Arena, Oklahoma City Affluence : 18 203 Arbitres : N°13 Monty McCutchen N°14 Derrick Stafford N°9 Ed Malloy | ABC |
| 12 juin 2012 21.00 EDT | Rapport | Score par quart-temps : 29-22, 25-25, 17-21, 21-31 |                                               |                                                       |  | Chesapeake Energy Arena, Oklahoma City Affluence : 18 203 Arbitres : N°13 Monty McCutchen N°14 Derrick Stafford N°9 Ed Malloy | ABC |
| 12 juin 2012 21.00 EDT | Rapport | Score par mi-temps : 54-47, 38-52                  |                                               |                                                       |  | Chesapeake Energy Arena, Oklahoma City Affluence : 18 203 Arbitres : N°13 Monty McCutchen N°14 Derrick Stafford N°9 Ed Malloy | ABC |
| 12 juin 2012 21.00 EDT | Rapport | LeBron James 30 Udonis Haslem 11 Dwyane Wade 8     | Points Rebonds Passes d.                      | Kevin Durant 36 Nick Collison 10 Russell Westbrook 11 |  | Chesapeake Energy Arena, Oklahoma City Affluence : 18 203 Arbitres : N°13 Monty McCutchen N°14 Derrick Stafford N°9 Ed Malloy | ABC |
| 12 juin 2012 21.00 EDT | Rapport | Oklahoma mème la série 1 à 0                       |                                               |                                                       |  | Chesapeake Energy Arena, Oklahoma City Affluence : 18 203 Arbitres : N°13 Monty McCutchen N°14 Derrick Stafford N°9 Ed Malloy | ABC |

Le Thunder est dans ces finales l'une des franchises avec des joueurs parmi les plus jeunes finalistes de l'histoire de la NBA. Miami a mené lors de ses trois premiers quart-temps, avec une avance de 13 points au cours du deuxième quart temps (à la 16e minute 39 à 26). Le Heat avait une avance de 29 à 22 à la fin du premier quart temps, mais Oklahoma City a gardé le contact avec Miami pour arriver à la mi-temps sur le score de 54-47 pour Miami. Le Thunder a ensuite pris l'avantage à 16 secondes de la fin du troisième quart-temps après un lancer franc de Russell Westbrook pour mener 74 à 73. Kevin Durant a mené Oklahoma City à la victoire avec 36 points, tandis que Westbrook en marquait 27. LeBron James est leader du Heat avec 30 points, mais n'a marqué qu'un panier au cours des huit premières minutes du quatrième quart temps (Oklahoma menant alors 91 à 83). Le Thunder bat le Heat, 105 à 94, pour mener la série une victoire à zéro,,.

### Match 2
| 14 juin 2012 21.00 EDT | rapport | Heat de Miami 100, Thunder d'Oklahoma City 96      | Heat de Miami 100, Thunder d'Oklahoma City 96 | Heat de Miami 100, Thunder d'Oklahoma City 96            |  | Chesapeake Energy Arena, Oklahoma City Affluence : 18 203 Arbitres : N°23 Dan Crawford N°45 Tony Brothers N°29 Tom Washington | ABC |
| 14 juin 2012 21.00 EDT | rapport | Score par quart-temps : 27-15, 28-28, 23-24, 22-29 |                                               |                                                          |  | Chesapeake Energy Arena, Oklahoma City Affluence : 18 203 Arbitres : N°23 Dan Crawford N°45 Tony Brothers N°29 Tom Washington | ABC |
| 14 juin 2012 21.00 EDT | rapport | Score par mi-temps : 55-43, 45-53                  |                                               |                                                          |  | Chesapeake Energy Arena, Oklahoma City Affluence : 18 203 Arbitres : N°23 Dan Crawford N°45 Tony Brothers N°29 Tom Washington | ABC |
| 14 juin 2012 21.00 EDT | rapport | LeBron James 32 Chris Bosh 15 Wade, James 5        | Points Rebonds Passes d.                      | Kevin Durant 32 Perkins, Westbrook 8 Russell Westbrook 7 |  | Chesapeake Energy Arena, Oklahoma City Affluence : 18 203 Arbitres : N°23 Dan Crawford N°45 Tony Brothers N°29 Tom Washington | ABC |
| 14 juin 2012 21.00 EDT | rapport | Égalité 1 à 1                                      |                                               |                                                          |  | Chesapeake Energy Arena, Oklahoma City Affluence : 18 203 Arbitres : N°23 Dan Crawford N°45 Tony Brothers N°29 Tom Washington | ABC |

Le Heat gagne le second match, 100-96, égalisant à une victoire partout dans la série et infligeant au Thunder leur première défaite à domicile en séries éliminatoires cette saison. Miami a rapidement mené 27 à 15 à la fin du premier quart-temps, et maintenant cet avantage à la mi-temps. Le Thunder a tenté un retour au quatrième quart-temps, et à 37 secondes de la fin du match, Oklahoma City, grâce à Kevin Durant qui réussit un panier à trois points revient à 96-98 et après que le Heat n'a pas marqué sur leur possession suivante, Durant a raté un tir près de la ligne de base qui aurait égalé la marque (à 7 secondes) ; LeBron James prend un rebond et obtient deux lancers francs qu'il marque permettant au Heat de l'emporter de quatre points. LeBron James a encore été le meilleur marqueur du Heat avec 32 points, Kevin Durant réalisant la même performance pour le Thunder,.

### Match 3
| 17 juin 2012 20.00 EDT | rapport | Thunder d'Oklahoma City 85, Heat de Miami 91       | Thunder d'Oklahoma City 85, Heat de Miami 91 | Thunder d'Oklahoma City 85, Heat de Miami 91  |  | American Airlines Arena, Miami Affluence : 20 003 Arbitres : N°17 Joe Crawford N°19 James Capers N°41 Ken Mauer | ABC |
| 17 juin 2012 20.00 EDT | rapport | Score par quart-temps : 20-26, 26-21, 21-22, 18-22 |                                              |                                               |  | American Airlines Arena, Miami Affluence : 20 003 Arbitres : N°17 Joe Crawford N°19 James Capers N°41 Ken Mauer | ABC |
| 17 juin 2012 20.00 EDT | rapport | Score par mi-temps : 46-47, 39-44                  |                                              |                                               |  | American Airlines Arena, Miami Affluence : 20 003 Arbitres : N°17 Joe Crawford N°19 James Capers N°41 Ken Mauer | ABC |
| 17 juin 2012 20.00 EDT | rapport | Kevin Durant 25 Kendrick Perkins 12 James Harden 6 | Points Rebonds Passes d.                     | LeBron James 29 LeBron James 14 Dwyane Wade 7 |  | American Airlines Arena, Miami Affluence : 20 003 Arbitres : N°17 Joe Crawford N°19 James Capers N°41 Ken Mauer | ABC |
| 17 juin 2012 20.00 EDT | rapport | Miami mène la série 2 à 1                          |                                              |                                               |  | American Airlines Arena, Miami Affluence : 20 003 Arbitres : N°17 Joe Crawford N°19 James Capers N°41 Ken Mauer | ABC |

Le Heat bat le Thunder dans le match 3, 91-85. Miami a eu un mince avantage de 47-46 à la mi-temps avant que le Thunder Oklahoma City ne commence le troisième quart-temps avec 17-8 pour mener 64-54 à la 32e minute grâce à son duo Durant - Westbrook. Cependant, Miami a marqué les sept derniers points de ce quart-temps pour reprendre la tête à 69-67. À 7 minutes de la fin, le Thunder est revenu pour reprendre les devants à 77-76, mais le Heat a ensuite marqué huit points sans riposte pour mener 84-77. Le Thunder perd cinq ballon de suite ce qui permet au Heat de s'échapper vers la victoire finale et de mener ainsi la série par deux victoires à une,.

### Match 4
| 19 juin 2012 21.00 EDT | Rapport | Thunder d'Oklahoma City 98, Heat de Miami 104            | Thunder d'Oklahoma City 98, Heat de Miami 104 | Thunder d'Oklahoma City 98, Heat de Miami 104 |  | American Airlines Arena, Miami Affluence : 20 003 Arbitres : N°48 Scott Foster N°24 Mike Callahan N°45 Bill Kennedy | ABC |
| 19 juin 2012 21.00 EDT | Rapport | Score par quart-temps : 33-19, 26-27, 25-33, 23-25       |                                               |                                               |  | American Airlines Arena, Miami Affluence : 20 003 Arbitres : N°48 Scott Foster N°24 Mike Callahan N°45 Bill Kennedy | ABC |
| 19 juin 2012 21.00 EDT | Rapport | Score par mi-temps : 59-46, 48-58                        |                                               |                                               |  | American Airlines Arena, Miami Affluence : 20 003 Arbitres : N°48 Scott Foster N°24 Mike Callahan N°45 Bill Kennedy | ABC |
| 19 juin 2012 21.00 EDT | Rapport | Russell Westbrook 43 James Harden 10 Russell Westbrook 5 | Points Rebonds Passes d.                      | LeBron James 26 James, Bosh 9 LeBron James 12 |  | American Airlines Arena, Miami Affluence : 20 003 Arbitres : N°48 Scott Foster N°24 Mike Callahan N°45 Bill Kennedy | ABC |
| 19 juin 2012 21.00 EDT | Rapport | Miami mène la série 3 à 1                                |                                               |                                               |  | American Airlines Arena, Miami Affluence : 20 003 Arbitres : N°48 Scott Foster N°24 Mike Callahan N°45 Bill Kennedy | ABC |

### Match 5
| 21 juin 2012 21.00 EDT | Rapport | Thunder d'Oklahoma City 106, Heat de Miami 121           | Thunder d'Oklahoma City 106, Heat de Miami 121 | Thunder d'Oklahoma City 106, Heat de Miami 121  |  | American Airlines Arena, Miami Affluence : 20 003 Arbitres : N°43 Dan Crawford N°13 Monty McCutchen N°9 Derrick Stafford | ABC |
| 21 juin 2012 21.00 EDT | Rapport | Score par quart-temps : 26-31, 23-28, 22-36, 35-26       |                                                |                                                 |  | American Airlines Arena, Miami Affluence : 20 003 Arbitres : N°43 Dan Crawford N°13 Monty McCutchen N°9 Derrick Stafford | ABC |
| 21 juin 2012 21.00 EDT | Rapport | Score par mi-temps : 49-59, 57-62                        |                                                |                                                 |  | American Airlines Arena, Miami Affluence : 20 003 Arbitres : N°43 Dan Crawford N°13 Monty McCutchen N°9 Derrick Stafford | ABC |
| 21 juin 2012 21.00 EDT | Rapport | Kevin Durant 32 Kevin Durant 11 Russell Westbrook 6      | Points Rebonds Passes d.                       | LeBron James 26 LeBron James 11 LeBron James 13 |  | American Airlines Arena, Miami Affluence : 20 003 Arbitres : N°43 Dan Crawford N°13 Monty McCutchen N°9 Derrick Stafford | ABC |
| 21 juin 2012 21.00 EDT | Rapport | Miami gagne la série 4 à 1 et remporte le titre NBA 2012 |                                                |                                                 |  | American Airlines Arena, Miami Affluence : 20 003 Arbitres : N°43 Dan Crawford N°13 Monty McCutchen N°9 Derrick Stafford | ABC |

## Équipes
| Thunder d'Oklahoma City Effectif des finales 2012                                                                                           |        |                        |                       |                 |                 |                   |                           |                        |
| Joueur | Joueur | Joueur                 | Joueur                | Joueur          | Joueur          | Joueur            | Joueur                    | Encadrement technique  |
| Ai / Pi | 45     | Drapeau des États-Unis | Cole Aldrich          | 2,00 m (6′ 7″)  | 100 kg (220 lb) | 31 octobre 1988   | Kansas                    | Entraîneur             |
| Ai / Pi | 4      | Drapeau des États-Unis | Nick Collison         | 2,08 m (6′ 10″) | 116 kg (255 lb) | 26 octobre 1980   | Kansas                    | Scott Brooks           |
| Ar | 14     | Drapeau des États-Unis | Daequan Cook          | 1,96 m (6′ 5″)  | 95 kg (209 lb)  | 28 avril 1987     | Ohio State                | Entraîneurs-Adjoints   |
| Ai / Ar | 35     | Drapeau des États-Unis | Kevin Durant (C)      | 2,06 m (6′ 9″)  | 104 kg (229 lb) | 29 septembre 1988 | Texas                     | Mark Bryant            |
| Me | 37     | Drapeau des États-Unis | Derek Fisher          | 1,85 m (6′ 1″)  | 95 kg (209 lb)  | 9 août 1974       | Arkansas Little Rock      | Maurice Cheeks         |
| Ar | 13     | Drapeau des États-Unis | James Harden          | 1,96 m (6′ 5″)  | 100 kg (220 lb) | 26 août 1989      | Arizona State             | Rex Kalamian           |
| Ai / Ar | 11     | Drapeau des États-Unis | Lazar Hayward         | 1,98 m (6′ 6″)  | 102 kg (224 lb) | 26 novembre 1986  | Marquette                 | Brian Keefe            |
| Ai | 9      | Drapeau de l'Espagne   | Serge Ibaka           | 2,08 m (6′ 10″) | 107 kg (235 lb) | 18 septembre 1989 | Bàsquet Manresa           | Maz Trakh              |
| Me | 7      | Drapeau des États-Unis | Royal Ivey            | 1,93 m (6′ 4″)  | 98 kg (216 lb)  | 20 décembre 1980  | Texas                     | Préparateur Athlétique |
| Me | 15     | Drapeau des États-Unis | Reggie Jackson (R)    | 1,91 m (6′ 3″)  | 94 kg (207 lb)  | 16 avril 1990     | Boston College            | Joe Sharpe             |
| Me | 6      | Drapeau des États-Unis | Eric Maynor           | 1,91 m (6′ 3″)  | 79 kg (174 lb)  | 11 juin 1987      | Virgina Commonwealth      | Préparateur Physique   |
| Pi | 8      | Drapeau des États-Unis | Nazr Mohammed         | 2,08 m (6′ 10″) | 113 kg (249 lb) | 5 septembre 1977  | Kentucky                  | Dwight Daub            |
| Pi | 5      | Drapeau des États-Unis | Kendrick Perkins      | 2,08 m (6′ 10″) | 121 kg (266 lb) | 10 novembre 1984  | Clifton J. Ozen HS, Texas |                        |
| Ar / Ai | 2      | Drapeau de la Suisse   | Thabo Sefolosha       | 2,01 m (6′ 7″)  | 98 kg (216 lb)  | 2 mai 1984        | Suisse                    |                        |
| Me | 0      | Drapeau des États-Unis | Russell Westbrook (C) | 1,91 m (6′ 3″)  | 85 kg (187 lb)  | 12 novembre 1988  | UCLA                      |                        |
| (C) - Capitaine / (AL) - Agent libre / (R) - Rookie (ou Recrue) / Me - Meneur / Ar - Arrière / Ai - Ailier / AiF - Ailier fort / Pi - Pivot |        |                        |                       |                 |                 |                   |                           |                        |

| Heat de Miami Effectif des finales 2012 |        |                        |                   |                 |                 |                  |                                    |                        |
| Joueur | Joueur | Joueur                 | Joueur            | Joueur          | Joueur          | Joueur           | Joueur                             | Encadrement technique  |
| Pi | 50     | Drapeau des États-Unis | Joel Anthony      | 2,06 m (6′ 9″)  | 115 kg (253 lb) | 9 août 1982      | UNLV                               | Entraîneur             |
| Ai | 31     | Drapeau des États-Unis | Shane Battier     | 2,03 m (6′ 8″)  | 99 kg (218 lb)  | 9 septembre 1978 | Duke                               | Erik Spoelstra         |
| AiF | 1      | Drapeau des États-Unis | Chris Bosh        | 2,08 m (6′ 10″) | 95 kg (209 lb)  | 24 mars 1984     | Georgia Tech                       | Entraîneurs-Adjoints   |
| Me | 15     | Drapeau des États-Unis | Mario Chalmers    | 1,85 m (6′ 1″)  | 82 kg (180 lb)  | 19 mai 1986      | Kansas                             | Bob McAdoo             |
| Me | 30     | Drapeau des États-Unis | Norris Cole       | 1,88 m (6′ 2″)  | 77 kg (169 lb)  | 13 octobre 1988  | Cleveland State                    | Keith Askins           |
| Pi | 34     | Drapeau des États-Unis | Eddy Curry        | 2,11 m (6′ 11″) | 129 kg (284 lb) | 5 décembre 1982  | Thornwood High School, Illinois    | Ron Rothstein          |
| Me | 14     | Drapeau des États-Unis | Terrel Harris (R) | 1,92 m (6′ 4″)  | 86 kg (189 lb)  | 10 août 1987     | Oklahoma State                     | David Fizdale          |
| AiF | 40     | Drapeau des États-Unis | Udonis Haslem (C) | 1,98 m (6′ 6″)  | 102 kg (224 lb) | 9 juin 1980      | Florida                            | Chad Kammerer          |
| AiF | 5      | Drapeau des États-Unis | Juwan Howard      | 2,05 m (6′ 9″)  | 115 kg (253 lb) | 7 février 1973   | Michigan                           | Octavio De La Grana    |
| Ai | 6      | Drapeau des États-Unis | LeBron James      | 2,03 m (6′ 8″)  | 113 kg (249 lb) | 30 décembre 1984 | St. Vincent - St. Mary High School | Préparateur Athlétique |
| Ai | 22     | Drapeau des États-Unis | James Jones       | 2,03 m (6′ 8″)  | 98 kg (216 lb)  | 4 octobre 1980   | Miami                              | Jay Sabol              |
| Ar/Ai | 13     | Drapeau des États-Unis | Mike Miller       | 2,03 m (6′ 8″)  | 99 kg (218 lb)  | 19 février 1980  | Gators de Floride                  | Préparateur Physique   |
| Pi | 45     | Drapeau des États-Unis | Dexter Pittman    | 2,11 m (6′ 11″) | 129 kg (284 lb) | 2 mars 1988      | Texas                              | Bill Foran             |
| AiF/Pi | 21     | Drapeau de la France   | Ronny Turiaf      | 2,08 m (6′ 10″) | 111 kg (244 lb) | 13 janvier 1983  | Gonzaga                            |                        |
| Ar | 3      | Drapeau des États-Unis | Dwyane Wade       | 1,93 m (6′ 4″)  | 100 kg (220 lb) | 17 janvier 1982  | Marquette                          |                        |
| (C) - Capitaine / (AL) - Agent libre / (R) - Rookie (ou Recrue) / Me - Meneur / Ar - Arrière / Ai - Ailier / AiF - Ailier fort / Pi - Pivot |        |                        |                   |                 |                 |                  |                                    |                        |